# Liste der Stolpersteine in Perleberg
Die Liste der Stolpersteine in Perleberg führt die verlegten Stolpersteine in der Stadt Perleberg im Landkreis Prignitz auf. Sie sind Opfern des Nationalsozialismus gewidmet, all jenen, die vom NS-Regime drangsaliert, deportiert, ermordet, in die Emigration oder in den Suizid getrieben wurden. Demnig verlegt für jedes Opfer einen eigenen Stein, im Regelfall vor dem letzten selbst gewählten Wohnsitz.
Die bislang einzigen Verlegungen in Perleberg fanden am 11. Juni 2009 statt. 

## Liste
In Perleberg wurden vier Stolpersteine an vier Adressen verlegt.
| Stolperstein | Inschrift                                                                | Verlegeort          | Name, Leben       |
| ------------ | ------------------------------------------------------------------------ | ------------------- | ----------------- |
|              | HIER WOHNTE MARGARETE FRANKE JG. 1899 DEPORTIERT 1943 AUSCHWITZ ERMORDET | Parchimer Straße 17 | Margarete Franke  |
|              | HIER WOHNTE MARKUS LANG JG. 1879 DEPORTIERT ERMORDET                     | Am Hohen Ende 4     | Markus Lang       |
|              | HIER WOHNTE ADOLF LEWANDOWSKI JG. 1865 DEPORTIERT ERMORDET               | An der Mauer 7      | Adolf Lewandowski |
|              | HIER WOHNTE MALWINE STERNBERG JG. 1864 FLUCHT 1938 ENGLAND ???           | Großer Markt 11     | Malwine Sternberg |

## Verlegungen
Die Verlegungen fanden am 11. Juni 2009 statt. Typische Verlegesituationen in Perleberg:

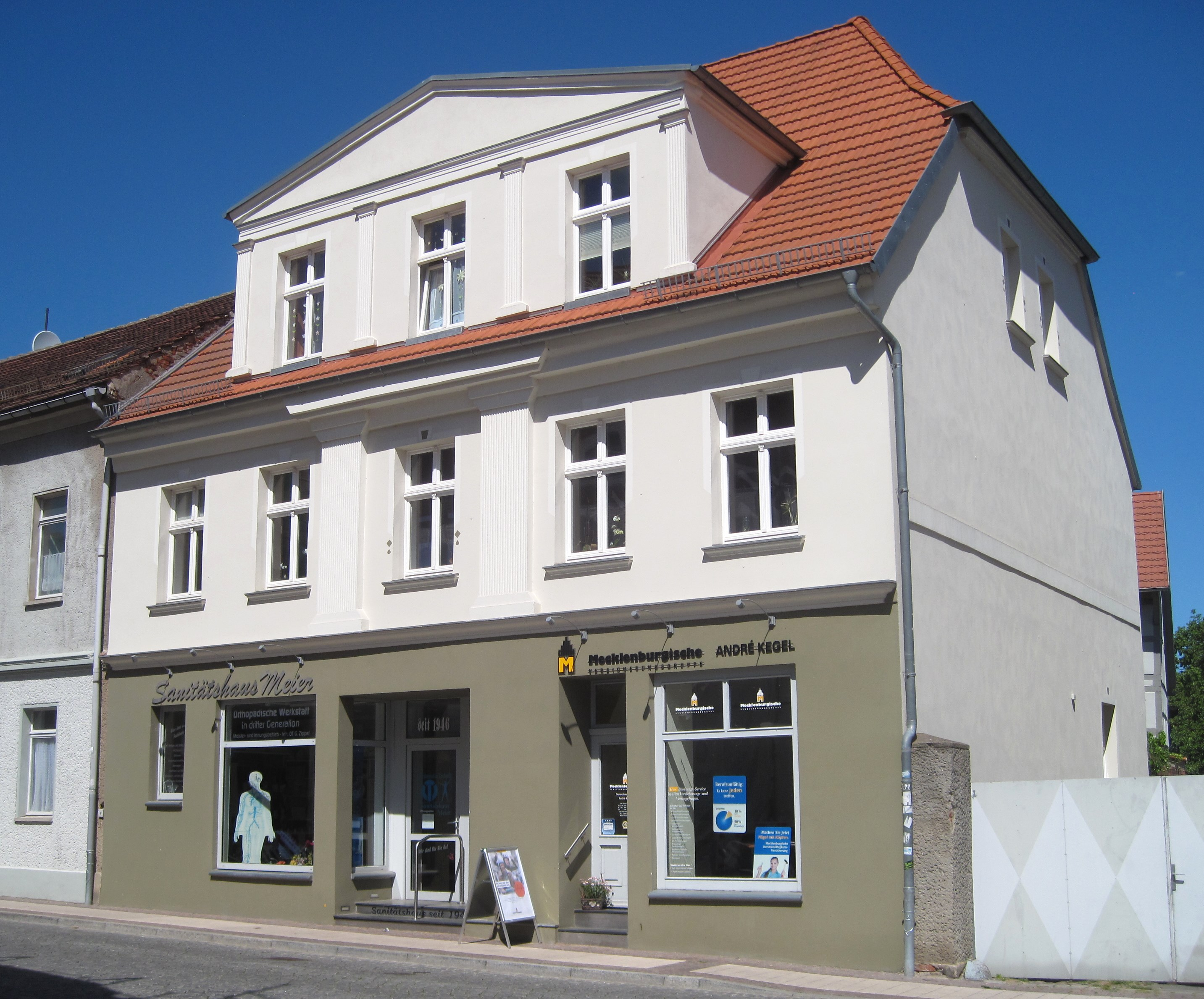
Am Hohen Ende 4
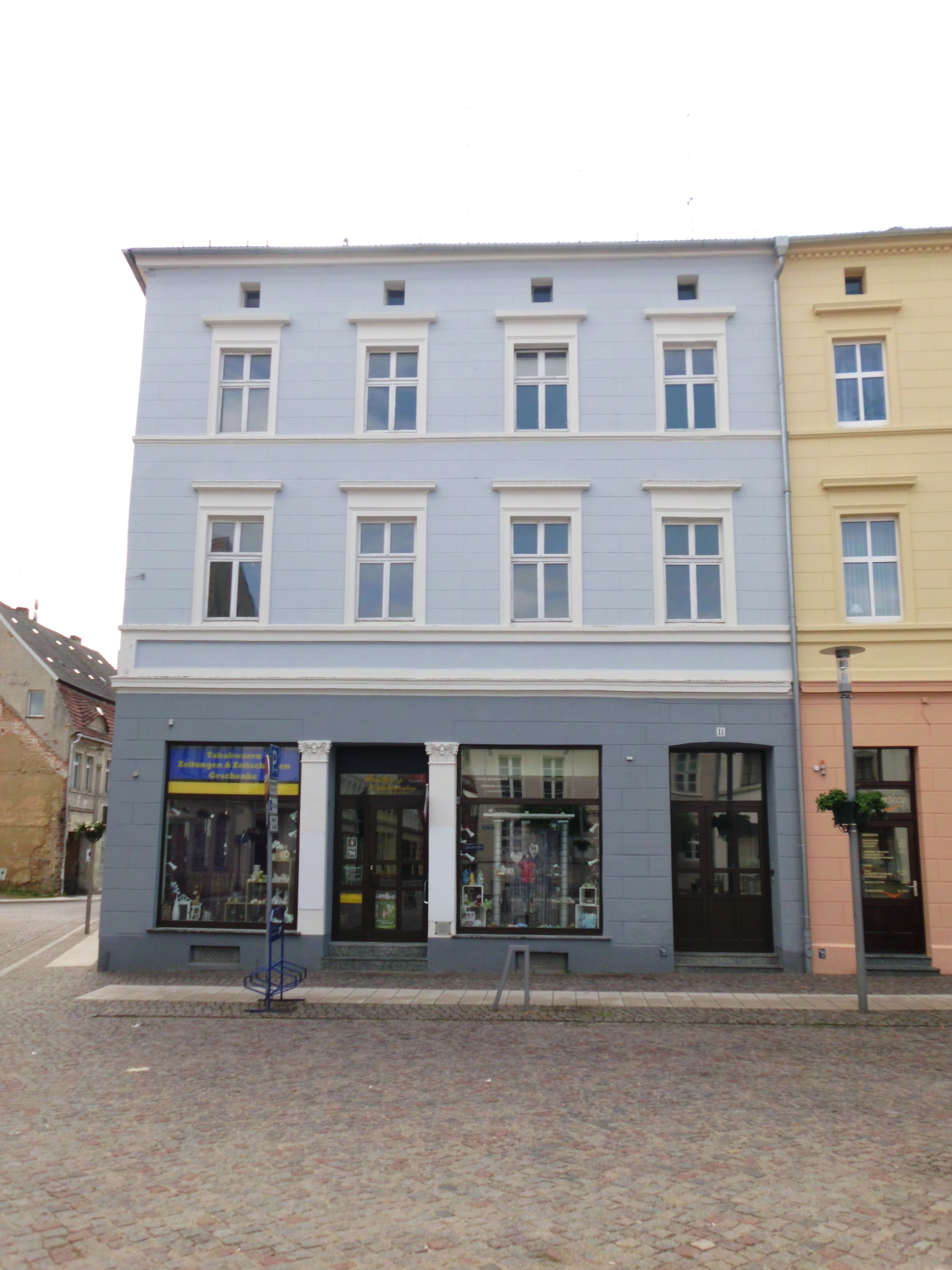
Großer Markt 11
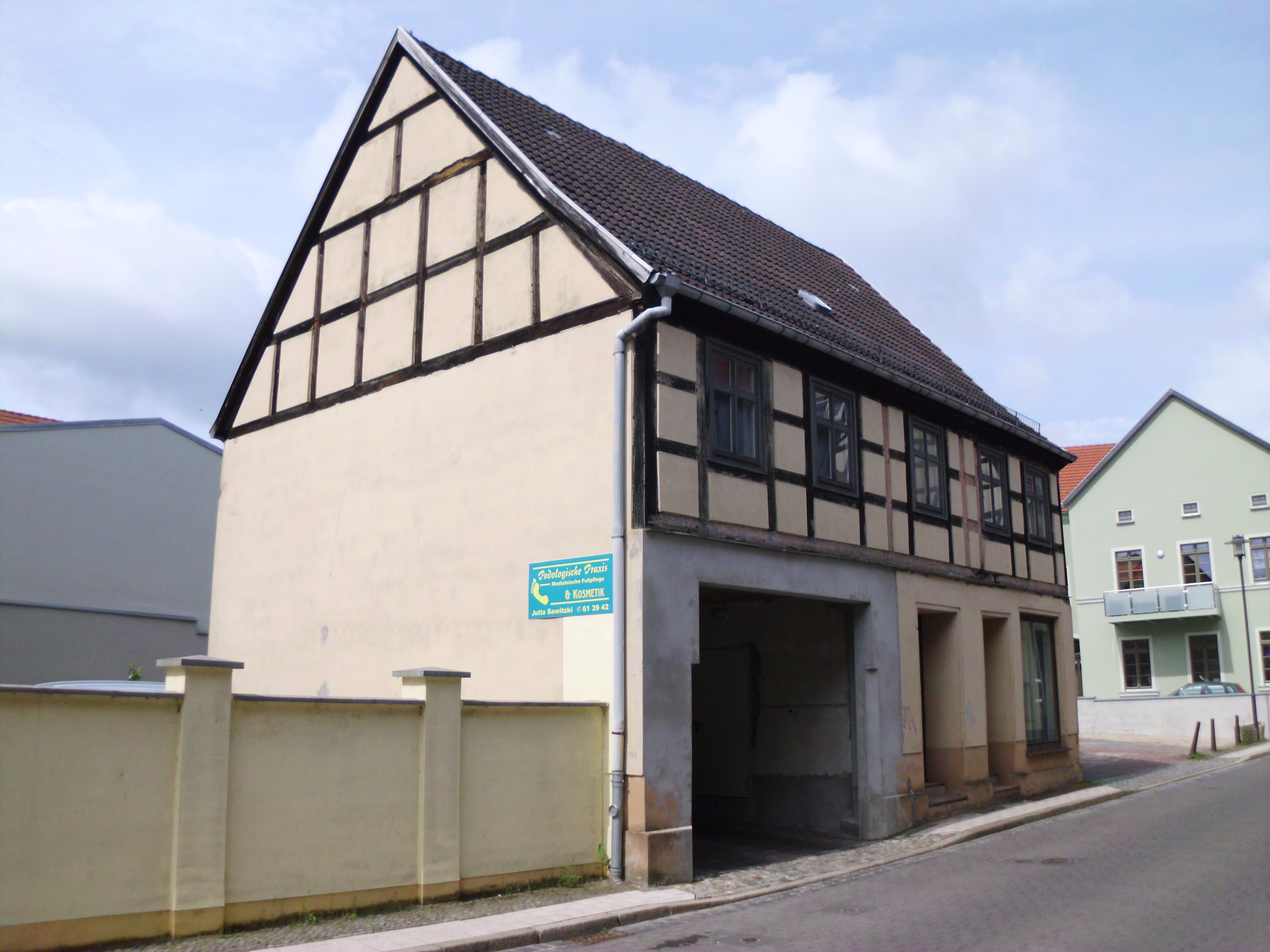
Parchimer Straße 17